# 黄乙耉
黄乙耉（朝鮮語: 황을구）は、朝鮮氏族の斉安黄氏の始祖である。中国魯人の黄輔の子孫であり、高麗の時に文科及第、少尹と吏曹参議を歴任、開国功臣の勲功を挙げ、斉安君に封ぜられた。